# Steelyard Blues
Pour plus de détails, voir Fiche technique et Distribution.
Steelyard blues est un film américain réalisé par Alan Myerson, sorti en 1973.

## Synopsis
Frank Valdini, un ambitieux procureur, a un frère, Jesse, en prison pour des petits forfaits sans effusions de sang ; afin que ce dernier ne nuise pas à sa réélection, Frank le fait libérer, lui trouve un emploi de balayeur dans un zoo et un appartement. Parallèlement, Jesse renoue avec sa petite amie, Iris, une prostituée devenue call-girl de luxe. Avec quelques amis Jesse va tenter de réparer un vieil avion et de le faire voler afin de vivre une existence sans contrainte. Mais la commission d'hygiène ordonne à la petite bande de déloger l'avion sous huitaine. Ils sont donc contraints pour le faire voler dans les délais d'aller voler la console d'un avion militaire.

## Fiche technique
- Titre original : Steelyard blues
- Réalisation : Alan Myerson
- Scénario : David S. Ward
- Décors : Vincent M. Cresciman
- Costumes : Richard Bruno
- Photographie : László Kovács et Stevan Larner
- Montage : Robert Grovener
- Musique : Paul Butterfield, Nick Gravenites et David Shire
- Production : Tony Bill, Julia Phillips, Michael Phillips, Donald Sutherland (producteur exécutif)
- Production associée : Harold Schneider
- Sociétés de production : Steelyard Blues Productions et Warner Bros.
- Société de distribution : Warner Bros.
- Pays d'origine :  États-Unis
- Format : couleurs (Technicolor) — 35 mm — 1,66:1 — son mono
- Genre : comédie policière
- Durée : 93 minutes
- Date de sortie : 
  - États-Unis : 31 janvier 1973 (New York)
- Affiche : Bill Gold (États-Unis)

## Distribution
- Donald Sutherland : Jesse Veldini
- Jane Fonda : Iris Caine
- John Savage : Kid
- Mel Stewart : Black Man in Jail
- Howard Hesseman : Frank Veldini
- Morgan Upton : Capitaine de police Bill
- Peter Boyle : Eagle Thornberry
- Jessica Myerson : Savage Rose
- Beans Morocco : Rocky
- Nancy Fish : Serveuse
- Roger Bowen : Commissaire aux incendies Francis
- Garry Goodrow : Duval Jax
- Lynette Bernay : Serveuse
- Richard Schaal : Zoo Official Mel
- Edward Greenberg : Policier

## À noter
- Le film reconstitue le couple vedette de Klute ou jouait ensemble Donald Sutherland et Jane Fonda qui tenait déjà le rôle d'une prostituée sans complexe